# Mary Tudor (1673–1726)
Mary Tudor, född 16 oktober 1673, död 5 november 1726 i Paris, var en engelsk adelsdam och utomäktenskaplig dotter till kung Karl II av England och skådespelerskan Moll Davis. Hon blev känd för sitt skandalomsusade liv.

## Biografi
Mary Tudor fick sitt namn och sin titel år 1680. Hon deltog i uruppförandet av John Blows opera Venus and Adonis då den uppfördes vid hovet, där hon uppträdde i rollen som Cupido mot sin mor som Venus.  
Hon gifte sig tre gånger: först 1687 med Edward Radclyffe, 2:e earl av Drewentwater (1655-1705), därefter 1705 med godsägaren Henry Graham (död 1707), och 1707 slutligen med major James Rooke (död 1773).  
Hon blev mor till James Radclyffe, 3:e earl av Derwentwater (1689–1716), Lady Mary Tudor Radclyffe, Charles Radclyffe (3 september 1693 – 8 december 1746) och Francis Radclyffe. Två av hennes söner blev välkända jacobiter.